# Psicopatologia biológica
Psicopatologia biológica é o estudo da base biológica de doenças mentais. Tenta elucidar a etiologia genética e neurológica por trás dos transtornos psicológicos, incluindo esquizofrenia, transtornos de humor e transtornos de ansiedade.
Embora interaja com a psicologia clínica, é um subconjunto especializado que normalmente acontece em um contexto experimental. É conhecida por vários nomes alternativos, incluindo neurociência clínica e psicopatologia experimental.
É uma abordagem interdisciplinar que vem de ciências tais como a neurociência, a farmacologia, a bioquímica, a genética e a fisiologia, a fim de examinar a base biológica do comportamento e, especificamente, da psicopatologia. Psicopatologia biológica e outras abordagens relativas às doenças mentais não são mutuamente exclusivas, mas muitos basicamente tentam lidar com a doença através de diferentes níveis de explanação. Devido ao foco sobre os processos biológicos do sistema nervoso, no entanto, psicopatologia biológica tem sido particularmente importante para o desenvolvimento e a prescrição de tratamentos a base de remédios para transtornos mentais. Na prática, normalmente, ambos os medicamentos e a terapia psicológica são usados em sincronia para tratar a doença mental.
Psicopatologia biológica é especificamente disponibilizada como uma especialidade no programa de Doutorado na Universidade de Minnesota, em seu departamento de psicologia de alto nível.

## Escopo
Psicopatologia biológica é um campo que concentra-se na investigação e compreensão a base biológica dos principais transtornos mentais, tais como bipolaridade e transtorno afetivo unipolar, esquizofrenia e doença de Alzheimer. Muito do entendimento até agora tem vindo de técnicas de neuroimagem, tais como tomografia por emissão de pósitrons (PET) e exames de ressonância magnética funcional (fMRI), bem como estudos genéticos. Juntas, neuroimagem com multimodal PET/rmf, e investigações farmacológicas estão revelando como as diferenças nas ativações cerebrais relevantes ao comportamento podem surgir a partir de variações em certos padrões de sinalização de ativações cerebrais. Compreender a detalhada e complexa interação entre os neurotransmissores e as drogas psiquiátricas que os afetam é a chave fundamental para a investigação neste campo. Pesquisas significativas incluem investigações relevantes para as bases biológicas, tais como os campos bioquímicos, genéticos, fisiológicos, neurológicos e anatômicos. Em um ponto de vista clínico, a etiologia destas doenças leva em conta várias terapias, dietas, medicamentos, potenciais contaminantes ambientais, exercícios e os efeitos adversos de estressores, os quais podem causar perceptíveis alterações bioquímicas.

## Origens e base
Sigmund Freud inicialmente se concentrou nas causas biológicas das doenças mentais e sua relação com evidentes fatores comportamentais. A sua crença em fatores biológicos levou ao conceito de que certas drogas, como a cocaína, tinham uma funcionalidade antidepressiva. 
Na década de 1950, os primeiros antipsicóticos modernos e antidepressivos drogas foram desenvolvidos: clorpromazina (Thorazine), que foi um dos primeiros amplamente utilizados medicamentos antipsicóticos a serem desenvolvidos, e iproniazid, que foi um dos primeiros antidepressivos desenvolvidos. A pesquisa sobre algumas dessas drogas ajudou a formular as teorias da monoamina e da catecolamina, que fazem alusão ao fato de que os desequilíbrios químicos fornecem a base para desordens da saúde mental. Novas pesquisas apontam para o conceito de plasticidade neuronal, mencionando especificamente que as doenças mentais podem envolver problemas neurofisiológicos que inibem a plasticidade neuronal.

## Diagnóstico
Este campo expressa a importância de identificar e diagnosticar com precisão transtornos de saúde mental. Se não forem diagnosticados, certos tratamentos podem podem piorar a condição anterior. Isso pode ser difícil, pois existem inúmeras etiologias que podem revelar sintomas de transtornos de saúde mental. Alguns importantes transtornos para se focar são: transtorno afetivo sazonal, depressão, transtorno bipolar, esquizofrenia, transtorno de ansiedade generalizada e transtorno obsessivo compulsivo.